# Províncias do Nepal
As Províncias do Nepal (em nepali:  नेपालका प्रदेशहरू Nepalka Pradeshaharu) foram formadas em 20 de setembro de 2015, de acordo com o Anexo 4 da Constituição do Nepal. As sete províncias foram formadas agrupando os distritos existentes. O atual sistema de sete províncias substituiu um sistema anterior, onde o Nepal era dividido em 14 Zonas Administrativas, que foram agrupadas em cinco Regiões de Desenvolvimento.

## História
As Províncias do Nepal foram formadas de acordo com o Artigo 4 da Constituição do Nepal. As sete províncias foram formadas agrupando os distritos existentes; dois distritos, a saber Nawalparasi e Rukum, foram divididos entre duas províncias. Cada distrito tem unidades locais. O Nepal inclui seis metrópoles, 11 sub-metrópoles, 276 conselhos municipais e 460 conselhos de aldeia. O atual sistema de sete províncias substituiu um sistema anterior, onde o Nepal foi dividido em 14 Zonas Administrativas, que foram agrupadas em cinco Regiões de Desenvolvimento.
Em janeiro de 2018, o governo do Nepal anunciou a sede temporária das sete províncias. De acordo com o Artigo 295 (2), os nomes permanentes das províncias serão determinados por dois terços dos votos da legislatura da respectiva província.

## Política

### Governo
O poder executivo das províncias, de acordo com a Constituição e as leis, está investido no Conselho de Ministros de província. O poder executivo de cada província será exercido pelo chefe da província em caso de ausência do Executivo da província, em estado de emergência ou execução da regra federal.
Cada província tem um chefe cerimonial como representante do governo federal. O Presidente nomeia um governador para cada província. O Governador exerce os direitos e deveres a serem executados especificados na constituição ou nas leis. O governador nomeia o líder do partido parlamentar com a maioria na assembleia provincial enquanto o ministro principal e o conselho de ministros são formados sob a presidência do ministro principal.

### Assembleias
A Pradesh Saba ou Assembleia Provincial é a assembleia legislativa unicameral de uma província federal. O mandato da Assembleia Provincial é de cinco anos, exceto quando dissolução anterior.
Os candidatos para cada distrito eleitoral são escolhidos pelos partidos políticos ou são independentes. Cada distrito eleitoral elege um membro sob o primeiro passado do sistema de eleição. Como o Nepal usa um sistema de votação paralelo, os eleitores fazem outra votação para eleger os membros por meio da representação proporcional da lista partidária. A atual constituição especifica que sessenta por cento dos membros devem ser eleitos desde o primeiro passado do sistema de correios e quarenta por cento através do sistema de representação proporcional da lista partidária. As mulheres devem ser responsáveis por um terço do total de membros eleitos de cada partido e se um terço percentual não for eleito, a parte que não o garantir deverá eleger um terço do número total de mulheres através da representação proporcional da lista partidária.
Um partido com uma maioria geral (mais assentos do que todos os outros partidos combinados) após uma eleição forma o governo. Se um partido não tem uma maioria absoluta, as partes podem tentar formar coalizões.

## Lista de Províncias
| Província      | Capital       | Governador                      | Minisro-chefe                        | Distritos | Área (km²)  | População (2011) | Densidade (pessoas/km²) | Mapa |
| -------------- | ------------- | ------------------------------- | ------------------------------------ | --------- | ----------- | ---------------- | ----------------------- | ---- |
| Província Nº 1 | Biratnagar    | Govinda Subba                   | Sher Dhan Rai                        | 14        | 25.905 km²  | 4.534.943        | 175                     |      |
| Madhesh        | Janakpur      | Ratneshwar Lal Kayastha         | Mohammad Lalbabu Raut                | 8         | 9.661 km²   | 5.404.145        | 559                     |      |
| Bagmati        | Hetauda       | Anuradha Koirala                | Dormani Poudel                       | 13        | 20.300 km²  | 5.529.452        | 272                     |      |
| Gandaki        | Pokhara       | Baburam Kunwar                  | Prithvi Subba Gurung                 | 11        | 21.504 km²  | 2.403.757        | 112                     |      |
| Lumbini        | Butwal        | Umakanta Jha                    | Shankar Pokharel                     | 12        | 22.288 km²  | 4.499.272        | 219                     |      |
| Karnali        | Birendranagar | Durga Keshar Khanal             | Mahendra Bahadur Shahi               | 10        | 27.984 km²  | 1.570.418        | 41                      |      |
| Sudurpashchim  | Godawari      | Mohan Raj Malla                 | Trilochan Bhatta                     | 9         | 19.539 km²  | 2.552.517        | 130                     |      |
| Nepal          | Catmandu      | Presidente Bidhya Devi Bhandari | Primeiro-ministro Sher Bahadur Deuba | 77        | 147.181 km² | 26.494.504       | 180                     |      |